# Xavier Pommeret
Œuvres principales
- La Grande Enquête de François Felix Culpa (1969)
- Lycée Thiers, maternelle Jules Ferry (1972)

Xavier Pommeret est né le 27 juillet 1932 à Caudéran en Gironde et décédé le 10 mai 1991. C’est un écrivain et dramaturge français.
En 1974, Xavier Pommeret devient directeur du théâtre des Amandiers de Nanterre, alors Centre dramatique national. Il reste à ce poste jusqu’en 1982, date à laquelle Patrice Chéreau lui succède.

## Ouvrages
- La Grande Enquête de François Felix Culpa, 1968, 220 p. (ISBN 2-7498-0061-7)[2], mis en scène par Antoine Vitez en 1969,
- Lycée Thiers, maternelle Jules Ferry, P.J. Oswald, 1972, mis en scène par Anne Delbée en 1973,
- m = M ou les Mineurs sont majeurs, P.J. Oswald, janvier 1973, 138 p., mis en scène par Antoine Vitez en 1973
- Le Réseau de la veuve noire, 1974, mis en scène par Pierre Vial en 1974
- La Discothèque, 1977, mis en scène par Christian Dente en 1977

## Traductions
- En 1973 :  Emilio Carballido, Et moi aussi, je parle de la rose, mis en scène par Dagoberto Guillaumin et Pierre Vial.

## Adaptations
- En 1976 : Alexandre Hardy, Scédase ou l'hospitalité violée, 1604, mis en scène par Daniel Mesguich et Gervais Robin.